# Caria rhacotis
Caria rhacotis is een vlindersoort uit de familie van de prachtvlinders (Riodinidae), onderfamilie Riodininae.
Caria rhacotis werd in 1878 beschreven door Godman & Salvin.